# Athos Goidanich
Athos Goidanich (Fiume, 1º settembre 1905 – Torino, 23 maggio 1987) è stato un entomologo italiano.